# Petr Lébl
Petr Lébl (16. května 1965 Praha – 12. prosince 1999 Praha) byl český režisér, scénograf, herec, výtvarník a umělecký šéf Divadla Na zábradlí. Jeho otec byl český muzikolog, divadelní a hudební publicista Vladimír Lébl.

## Amatérská tvorba
Jeho celý život byl propojen s divadlem. Od svých 15 let byl členem amatérského divadelního souboru Dopravních podniků DOPRAPO (poté Jak se vám jelo, později JELO), kde získal svou první hereckou roli v inscenaci Kolotoč splněných přání. Vystudoval střední průmyslovou školu grafickou v Hellichově ulici, obor grafická úprava tiskovin. Svůj obor pak také hojně využíval během svého působení na divadelní scéně. Již ke svým amatérským inscenacím navrhoval originální divadelní programy, v tom také pokračoval i jako profesionál. Svůj grafický talent využíval i při navrhování divadelních plakátů k některým inscenacím, další plakáty pak vytvářel i pro jiné divadelníky.
V roce 1982, ještě jako student střední školy, udělal variace na Vonnegutovu Grotesku jako diafon – ozvučené diapozitivy. Tehdy napsal Vonnegutovi k jeho šedesátinám a dostal odpověď. O tři roky později (1985) udělal Grotesku už jako divadlo, sám si v této inscenaci zahrál hlavní roli. Vonnegut byl v té době náhodou v Praze a navštívil Léblovo představení. Okamžitě mu bylo jasné, že se setkal s mimořádným talentem. Od tohoto roku až do roku 1990 pracoval jako režisér, scenárista, výtvarník (scéna a kostýmy), herec, tvůrce zvukové (hudební) partitury a šéf již výše zmiňovaného amatérského souboru JELO. Lébl byl vždy výsadním tvůrcem celé inscenace.
Svou jasnou představu o podobě divadla pro lidi řekl již v roce 1986 do Zpravodaje Šrámkova Písku: „Můj základní názor na divadlo je, že by to měla být především podívaná. Hlavní důraz kladu na vizuální a výtvarnou podobu inscenace - myslím to v totálním smyslu, ne jenom v oblasti kostýmu, dekorace, ale i v osobnostech herců a po choreografické stránce.“
Ještě jako amatér se Lébl několikrát pokoušel dostat na FAMU, kde se však vždy setkal s odmítnutím s konečným verdiktem „nepřijat pro nedostatek talentu“. Pracoval jako výtvarník v socialistickém podniku Propagační tvorba a v té době hlavně neustále psal jednu inscenaci za druhou. Po neúspěších se studiem na FAMU se přihlásil na DAMU, kam byl přijat hned napoprvé. Na DAMU však nedostudoval (obory režie, scénografie a autorské herectví), i když to ještě mnoho let zkoušel. Nepřekonal pocit ztráty po smrti svého otce. Svou diplomovou práci nazvanou Plný prostor, kterou vymyslel jako opozici k Prázdnému prostoru legendárního režiséra Petera Brooka, nenapsal. Dva roky po revoluci také rozpustil svůj amatérský soubor, to už měl ale za sebou prvních deset režií.

## Profesionální tvorba
Od roku 1992 až do své dobrovolné smrti 1999 byl již čistým profesionálem. Svou první profesionální inscenaci nastudoval roku 1992 v Divadle Labyrint (dnes Švandovo divadlo na Smíchově). Jednalo se o hru jeho spolužáka z DAMU Egona Tobiáše nesoucí název Vojcev. Po premiéře tohoto díla napsal jeho profesor, ale zároveň také jeho oddaný žák, Ivan Vyskočil: „Jsem ohřměn.“ On sám pak tuto inscenaci věnoval Vonnegutovi se slovy „andělovi mého času“. I přesto, že hra vyvolala v divadelním světě velký skandál, dalo mu Divadlo Labyrint ještě jednu šanci. Tu využil uvedením Dorstovy hry Fernando Krapp mi napsal dopis.
V roce 1993, se stal uměleckým šéfem Divadla Na zábradlí, kde toho roku, ještě jako hostující režisér, inscenoval hru J. A. Pitínského Pokojíček. V Divadle Na zábradlí zažil svoji vrcholnou éru. Na Zábradlí také hojně využíval svůj výtvarný talent. Navrhl podobu vstupenek, vytvořil celý výtvarný design divadla, a to včetně řešení interiéru stylové kavárny. Za svého působení v Divadle Na zábradlí vytvořil celou řadu inscenací. U naprosté většiny inscenací figuroval jako autor scénické výpravy pod pseudonymem William Nowák (též W. N.). Za dvě z nich obdržel Cenu Alfréda Radoka za nejlepší inscenaci roku, konkrétně šlo o inscenace Racek (1994) a Ivanov (1997), obě podle A. P. Čechova.
V Divadle Na zábradlí udělal také důležitý krok pro neslyšící, když při uvedení představení Plukovník Pták Christa Bojčeva postavil na pódium tlumočníka do znakového jazyka.
Svou komplexní představu scénografického řešení představil i mimo své „domácí“ působiště, a to v roce 1996 jako hostující režisér inscenace Rostandova Cyrana z Bergeracu v divadle Habima a izraelském Tel Avivu. V roce 1997 v pražském Národním divadle režíruje Branibory v Čechách Bedřicha Smetany (scénografie Šimon Caban).
Spolupracoval také na projektech s Českou televizí, kde mimo jiné natočil 9 dílů Studia Kroměříž (cyklus fiktivních diskusních pořadů), většinu svých divadelních inscenací a umělecko-publicistický vícedílný pořad z Eliadovy knihovny, malé scény Divadla Na zábradlí.
Svůj život ukončil dobrovolně v provazišti Divadla Na zábradlí dne 12. prosince 1999 ve věku 34 let.
| „                 | Já se věnuju divadlu, protože mě divadlo jako diváka většinou nudilo nebo zklamávalo, tak se snažím dělat divadlo, jaký by mě bavilo. | “ |
| — Petr Lébl, 1997 | |   |

## Léblův odkaz
V roce 2005 byla uspořádána retrospektivní výstava Petr Lébl: 1 : 1, která proběhla v Praze v Gallery Art Factory na Václavském náměstí. Představila jej v širokém spektru jeho tvorby a zmapovala jeho činnost od amatérských začátků až do konce jeho profesionální činnosti, až do jeho smrti. Na výstavě byly vystaveny jeho vlastní výtvarné návrhy scény i kostýmů, propagační texty z dob, kdy byl propagačním referentem Dopravního podniku hl. m. Prahy.
V roce 2005 byl také vydán jako příloha časopisu Svět a divadlo útlý svazek jeho posmrtně shromážděných básní.
V roce 2008 byla v nakladatelství Host vydána kniha Radky Denemarkové Smrt, nebudeš se báti aneb příběh Petra Lébla, která mimo jiné získala v roce 2009 cenu Magnesia Litera za publicistiku.

## Dílo

### Divadelní režie

#### amatérské divadelní soubory Domu kultury ROH Dopravních podniků hl. m. Prahy
- 1985 Kurt Vonnegut — Petr Lébl: Groteska, Soubor DOPRAPO
- 1986 Petr Lébl: Tauridus, Soubor Jak se vám jelo
- 1986 Petr Lébl: Polepšovna , Soubor Jak se vám jelo
- 1987 Mircea Eliade — Petr Lébl: Had, Soubor Jak se vám jelo
- 1988 Petr Lébl: Mata Hari — Ráno osudu, Soubor Jak se vám jelo
- 1988 Franz Kafka — Petr Lébl: Přeměna, Soubor Jak se vám jelo
- 1989 Franz Kafka — Petr Lébl: Zpěvačka Josefína a její bratři, Soubor JELO
- 1989 Stanisław Wyspiański — Petr Lébl: Wesele, Soubor JELO
- 1990 Milan Uhde: Výběrčí, Soubor JELO

#### hostDivadla Labyrint
- 1992 Egon Tobiáš: Vojcev
- 1992 Tankred Dorst: Fernando Krapp mi napsal dopis

#### host Divadla Na zábradlí
- 1993 Jan Antonín Pitínský: Pokojíček

#### umělecký šéf Divadla Na zábradlí
- 1993 Jean Genet: Služky
- 1994 Ladislav Stroupežnický: Naši Naši furianti
- 1994 Anton Pavlovič Čechov: Racek – (Cena Alfréda Radoka za nejlepší inscenaci roku 1994)
- 1995 Nikolaj Vasiljevič Gogol: Revizor
- 1995 John Millington Synge: Hrdina západu
- 1995 Joe Masteroff, Fred Ebb, John Kander: Cabaret
- 1997 Anton Pavlovič Čechov: Ivanov – (Cena Alfréda Radoka za nejlepší inscenaci roku 1997)
- 1998 Stanisław Wyspiański: Wesele
- 1998 István Örkény: Kočičí hra
- 1998 Christo Bojčev: Plukovník Pták
- 1999 Anton Pavlovič Čechov: Strýček Váňa

#### jako host
- 1996 Edmond Rostand: Cyrano z Bergeracu, Národní divadlo Habima (Tel Aviv, Izrael)
- 1997 Bedřich Smetana: Braniboři v Čechách, Národní divadlo v Praze

### Herecká filmografie
- 1999  Ene bene
- 1998 Genij vlasti
- 1993 Žiletky
- 1988 Merlin aneb Pustá zem
- 1979 Rozumnost
- 2000 Kočky – Dokumentární
- 2000 Příběhy slavných – Dokumentární
- 2000 Andělé tě hlídají  – Dokumentární
- 1995 Herci – Dokumentární
- 1990 ...téma Franz Kafka – Dokumentární

### Televizní tvorba
- 1997 Eliadova knihovna
- 1992 Studio Kroměříž

### Poezie
- LÉBL, Petr. Básně. 1. vyd. Praha: Svět a divadlo, 2005. 55 s. ISBN 80-239-4848-2.